# Athlītikī Enōsis Kōnstantinoupoleōs 1997-1998 (pallacanestro)
Questa voce raccoglie le informazioni riguardanti l'Athlītikī Enōsis Kōnstantinoupoleōs B.C. nelle competizioni ufficiali della stagione 1997-1998.

## Stagione
La stagione 1997-1998 dell'Athlītikī Enōsis Kōnstantinoupoleōs è la 44ª nel massimo campionato greco di pallacanestro, l'A1 Ethniki.

## Roster
Aggiornato al 11 dicembre 2021.
| AEK Atene 1997-98 | AEK Atene 1997-98 |
| Giocatori         | Staff tecnico     |
| ----------------- | ----------------- |

| N. | Naz.                                        | Ruolo | Nome                   | Anno | Alt.   | Peso   |  |
| -- | ------------------------------------------- | ----- | ---------------------- | ---- | ------ | ------ |  |
| 4  | Italia (bandiera)                           | P     | Claudio Coldebella     | 1968 | 198 cm |        |  |
| 5  | Spagna (bandiera)                           | P     | José Lasa              | 1973 | 181 cm |        |  |
| 5  | Grecia (bandiera)                           |       | Panagiōtīs Mparlas     | 1976 |        |        |  |
| 6  | Stati Uniti (bandiera) · Francia (bandiera) | G     | Terence Stansbury      | 1961 | 196 cm | 77 kg  |  |
| 7  | Jugoslavia (bandiera) · Grecia (bandiera)   | G     | Branislav Prelević (C) | 1966 | 194 cm | 100 kg |  |
| 7  | Grecia (bandiera)                           | A     | Prodromos Nikolaidīs   | 1978 | 200 cm | 108 kg |  |
| 8  | Stati Uniti (bandiera)                      | GA    | Ricky Pierce           | 1959 | 193 cm | 93 kg  |  |
| 8  | Grecia (bandiera)                           | AP    | Dīmītrīs Papadopoulos  | 1966 | 201 cm |        |  |
| 8  | Stati Uniti (bandiera)                      | AP    | Willie Anderson        | 1967 | 201 cm | 86 kg  |  |
| 9  | Grecia (bandiera)                           | G     | Nikos Chatzīs          | 1976 | 196 cm | 88 kg  |  |
| 10 | Danimarca (bandiera)                        | AC    | Mikkel Larsen          | 1972 | 207 cm | 110 kg |  |
| 11 | Grecia (bandiera)                           | A     | Michalīs Kakiouzīs     | 1976 | 207 cm | 106 kg |  |
| 12 | Porto Rico (bandiera) · Spagna (bandiera)   | AC    | Ramón Rivas            | 1966 | 208 cm | 120 kg |  |
| 12 | Georgia (bandiera) · Grecia (bandiera)      | C     | Jake Tsakalidīs        | 1979 | 218 cm | 122 kg |  |
| 12 | Grecia (bandiera)                           |       | Chrīstos Lingos        | 1977 |        |        |  |
| 14 | Danimarca (bandiera)                        | C     | Michael Andersen       | 1974 | 213 cm | 123 kg |  |
| 15 | Stati Uniti (bandiera)                      | C     | Victor Alexander       | 1964 | 208 cm | 116 kg |  |

| Allenatore                                                     |
| - Giannīs Iōannidīs                                            |
| Assistente/i                                                   |
| - Nessuno Legenda - (C) Capitano - (IN) Inattivo - Infortunato |

## Mercato

### Sessione estiva
| Acquisti | Acquisti              | Acquisti          | Acquisti   | Acquisti |
| R.       | Nome                  | da                | Modalità   |          |
| -------- | --------------------- | ----------------- | ---------- | -------- |
| G        | Terence Stansbury     | Florida Sharks    | definitivo |          |
| P        | José Lasa             | León              | definitivo |          |
| GA       | Ricky Pierce          | Charlotte Hornets | definitivo |          |
| G        | Branislav Prelević    | Virtus Bologna    | definitivo |          |
| AC       | Ramón Rivas           | Barcellona        | definitivo |          |
| AP       | Dīmītrīs Papadopoulos | Īraklīs Salonicco | definitivo |          |

| Cessioni | Cessioni          | Cessioni          | Cessioni       | Cessioni |
| R.       | Nome              | a                 | Modalità       |          |
| -------- | ----------------- | ----------------- | -------------- | -------- |
| C        | Roberto Chiacig   | Fortitudo Bologna | fine contratto |          |
| P        | Stefano Attruia   | Fortitudo Bologna | fine contratto |          |
| AG       | Giōrgos Kouklakīs |                   | fine contratto |          |
| G        | Dīmītrīs Podaras  |                   | fine contratto |          |
| AG       | Pete Papachronīs  | Īraklīs Salonicco | fine contratto |          |
| AP       | Bill Edwards      | Virtus Roma       | fine contratto |          |
|          | Kōstas Zervas     |                   | fine contratto |          |

### Dopo l'inizio della stagione
| Acquisti | Acquisti        | Acquisti   | Acquisti      | Acquisti   |
| R.       | Nome            | da         | Data          | Modalità   |
| -------- | --------------- | ---------- | ------------- | ---------- |
| AP       | Willie Anderson | Free agent | dicembre 1997 | definitivo |

| Cessioni | Cessioni     | Cessioni        | Cessioni      | Cessioni    |
| R.       | Nome         | a               | Data          | Modalità    |
| -------- | ------------ | --------------- | ------------- | ----------- |
| GA       | Ricky Pierce | Milwaukee Bucks | novembre 1997 | rescissione |
| AC       | Ramón Rivas  | Cáceres         | dicembre 1997 | rescissione |